# Élections législatives de 1978 dans la Drôme
Les élections législatives françaises de 1978 se déroulent les 12 et 19 mars 1978. Dans le département de la Drôme, trois députés sont à élire dans le cadre de trois circonscriptions.

## Élus
| Circonscription | Député sortant       | Parti | Parti | Député élu ou réélu | Parti | Parti |
| --------------- | -------------------- | ----- | ----- | ------------------- | ----- | ----- |
| 1re             | Roger Ribadeau-Dumas |       | RPR   | Rodolphe Pesce      |       | PS    |
| 2e              | Henri Michel         |       | PS    | Henri Michel        |       | PS    |
| 3e              | Georges Fillioud     |       | PS    | Georges Fillioud    |       | PS    |

## Résultats

### Résultats à l'échelle du département
| Parti                 | Parti                              | Premier tour | Premier tour | Second tour | Second tour | Sièges |
| Parti                 | Parti                              | Voix         | %            | Voix        | %           | Sièges |
| --------------------- | ---------------------------------- | ------------ | ------------ | ----------- | ----------- | ------ |
|                       | Parti socialiste                   | 61 871       | 31,10        | 110 403     | 53,73       | 3      |
|                       | Parti communiste français          | 35 786       | 17,99        | Retrait     | Retrait     | 0      |
|                       | Union de la gauche                 | 97 657       | 49,10        | 110 403     | 53,73       | 3      |
|                       |                                    |              |              |             |             |        |
|                       | Union pour la démocratie française | 41 003       | 20,61        | 31 167      | 15,17       | 0      |
|                       | Rassemblement pour la République   | 36 844       | 18,52        | 63 912      | 31,10       | 0      |
|                       | Divers droite                      | 4 747        | 2,39         |             |             | 0      |
|                       | Majorité présidentielle            | 82 594       | 41,52        | 95 079      | 46,27       | 0      |
|                       |                                    |              |              |             |             |        |
|                       | Écologie 78                        | 9 368        | 4,71         |             |             | 0      |
|                       | Extrême gauche                     | 3 418        | 1,72         | 0           |             |        |
|                       | Parti socialiste unifié            | 3 063        | 1,54         | 0           |             |        |
|                       | Extrême droite                     | 2 812        | 1,41         | 0           |             |        |
|                       |                                    |              |              |             |             |        |
| Inscrits              | Inscrits                           | 246 686      | 100,00       | 246 652     | 100,00      | 3      |
| Abstentions           | Abstentions                        | 44 128       | 17,89        | 36 671      | 14,87       |        |
| Votants               | Votants                            | 202 558      | 82,11        | 209 981     | 85,13       |        |
| Blancs et nuls        | Blancs et nuls                     | 3 646        | 1,8          | 4 499       | 2,14        |        |
| Exprimés              | Exprimés                           | 198 912      | 98,2         | 205 482     | 97,86       |        |
| Source : Data.gouv.fr |                                    |              |              |             |             |        |

### Résultats par circonscription

#### Première circonscription (Valence - Die)
| Candidat       | Candidat                     | Parti          | Premier tour | Premier tour | Second tour | Second tour |  |
| Candidat       | Candidat                     | Parti          | Voix         | %            | Voix        | %           |  |
| -------------- | ---------------------------- | -------------- | ------------ | ------------ | ----------- | ----------- |  |
|                | Rodolphe Pesce élu           | PS             | 21 493       | 29,4         | 40 349      | 53,42       |  |
|                | Roger Ribadeau-Dumas sortant | RPR            | 15 273       | 20,89        | 35 177      | 46,58       |  |
|                | Yvonne Allégret              | PCF            | 12 984       | 17,76        | Retrait     | Retrait     |  |
|                | Claude Peyrat                | UDF (CDS)      | 11 480       | 15,7         | Retrait     | Retrait     |  |
|                | Marc Trouilloud              | Écologie 78    | 4 863        | 6,65         |             |             |  |
|                | Jacques Estour               | Divers droite  | 3 587        | 4,91         |             |             |  |
|                | Michel Brun                  | Extrême droite | 840          | 1,15         |             |             |  |
|                | Gilbert Claudot              | LO             | 792          | 1,08         |             |             |  |
|                | Germaine Burgaz              | FN             | 709          | 0,97         |             |             |  |
|                | Aldo Péraldi                 | PFN            | 590          | 0,81         |             |             |  |
|                | Michel Cros                  | OCT            | 489          | 0,67         |             |             |  |
|                |                              |                |              |              |             |             |  |
| Inscrits       | Inscrits                     | Inscrits       | 91 109       | 100,00       | 91 093      | 100,00      |  |
| Abstentions    | Abstentions                  | Abstentions    | 16 775       | 18,41        | 13 776      | 15,12       |  |
| Votants        | Votants                      | Votants        | 74 334       | 81,59        | 77 317      | 84,88       |  |
| Blancs et nuls | Blancs et nuls               | Blancs et nuls | 1 234        | 1,66         | 1 791       | 2,32        |  |
| Exprimés       | Exprimés                     | Exprimés       | 73 100       | 98,34        | 75 526      | 97,68       |  |

#### Deuxième circonscription (Montélimar - Nyons)
| Candidat       | Candidat                   | Parti          | Premier tour | Premier tour | Second tour | Second tour |  |
| Candidat       | Candidat                   | Parti          | Voix         | %            | Voix        | %           |  |
| -------------- | -------------------------- | -------------- | ------------ | ------------ | ----------- | ----------- |  |
|                | Henri Michel sortant réélu | PS             | 19 143       | 30,72        | 35 186      | 55,05       |  |
|                | Jean Escoffier             | RPR            | 14 758       | 23,68        | 28 735      | 44,95       |  |
|                | Michel Seyve               | PCF            | 11 974       | 19,21        | Retrait     | Retrait     |  |
|                | Alain Blanc                | UDF (Rad)      | 10 783       | 17,3         | Retrait     | Retrait     |  |
|                | Robert Lassagne            | Écologie 78    | 4 505        | 7,23         |             |             |  |
|                | Bernard Desplaces          | LO             | 1 161        | 1,86         |             |             |  |
|                |                            |                |              |              |             |             |  |
| Inscrits       | Inscrits                   | Inscrits       | 76 433       | 100,00       | 76 418      | 100,00      |  |
| Abstentions    | Abstentions                | Abstentions    | 12 954       | 16,95        | 10 994      | 14,39       |  |
| Votants        | Votants                    | Votants        | 63 479       | 83,05        | 65 424      | 85,61       |  |
| Blancs et nuls | Blancs et nuls             | Blancs et nuls | 1 155        | 1,82         | 1 503       | 2,3         |  |
| Exprimés       | Exprimés                   | Exprimés       | 62 324       | 98,18        | 63 921      | 97,7        |  |

#### Troisième circonscription (Romans-sur-Isère)
| Candidat       | Candidat                       | Parti          | Premier tour | Premier tour | Second tour | Second tour |  |
| Candidat       | Candidat                       | Parti          | Voix         | %            | Voix        | %           |  |
| -------------- | ------------------------------ | -------------- | ------------ | ------------ | ----------- | ----------- |  |
|                | Georges Fillioud sortant réélu | PS             | 21 235       | 33,45        | 34 868      | 52,8        |  |
|                | Paul Durand                    | UDF (PR)       | 18 740       | 29,52        | 31 167      | 47,2        |  |
|                | Élie Belle                     | PCF            | 10 828       | 17,06        | Retrait     | Retrait     |  |
|                | Josette Brun-Vuillermet        | RPR            | 6 813        | 10,73        |             |             |  |
|                | Mireille Chantriaux            | PSU (FA)       | 3 063        | 4,82         |             |             |  |
|                | Louis-Paul Bossan              | PSD            | 1 160        | 1,83         |             |             |  |
|                | Maurice Laure                  | LO             | 772          | 1,22         |             |             |  |
|                | Antoinette Carpène             | FN             | 673          | 1,06         |             |             |  |
|                | Colette Martin                 | UOPDP          | 204          | 0,32         |             |             |  |
|                |                                |                |              |              |             |             |  |
| Inscrits       | Inscrits                       | Inscrits       | 79 144       | 100,00       | 79 141      | 100,00      |  |
| Abstentions    | Abstentions                    | Abstentions    | 14 399       | 18,19        | 11 901      | 15,04       |  |
| Votants        | Votants                        | Votants        | 64 745       | 81,81        | 67 240      | 84,96       |  |
| Blancs et nuls | Blancs et nuls                 | Blancs et nuls | 1 257        | 1,94         | 1 205       | 1,79        |  |
| Exprimés       | Exprimés                       | Exprimés       | 63 488       | 98,06        | 66 035      | 98,21       |  |